# Contro natura. Una lettera al Papa
Contro natura. Una lettera al Papa è un saggio dell'antropologo Francesco Remotti, scritto nel 2008 ed edito da Laterza.

## Contenuti
L'opera è pensata come una lettera indirizzata a Papa Benedetto XVI. Il tema della trattazione è il relativismo dei valori etici e sociali, caratteristico dell'età contemporanea.

## Edizioni
- Francesco Remotti, Contro natura. Una lettera al Papa, Laterza, 2008
- Francesco Remotti, Contro natura. Una lettera al Papa, Laterza, 2010